# Cyloni
Cyloni jsou civilizace v seriálech Battlestar Galactica, která je ve válce s 12 koloniemi lidí. Nicméně v seriálu z roku 1980 je to jiná civilizace než v seriálu z roku 2004.

## Battlestar Galactica (1978/1980)
V původním seriálu z roku 1978/1980 jsou Cylony studenokrevná rasa, které vytvořila roboty, aby jim sloužili a válčili. V průběhu seriálu byli roboti také pojmenováni jako Cyloni.
Cylonská říše je v seriálu agresivně se rozpínající, která vyhlásila lidem válku, protože Cylony zotročená rasa Hasarisů hledala u lidí pomoc.

## Battlestar Galactica (2004)
V seriálu z roku 2004 jsou Cyloni kybernetiční pracovníci a vojáci vytvoření lidmi. Stejně jako v původním seriálu zničí téměř celou lidskou civilizaci a přeživší pronásledují do hlubokého vesmíru. Na rozdíl od původního seriálu je zde 13 modelů téměř nerozeznatelných od lidí. Kromě těchto Cylonů, i když se na ně soustředí většina série, jsou zde Centurioni podobní těm z původního seriálu.
Před útokem na 12 kolonií byli Cyloni považováni za hrozbu, která byla zažehnána. Lidé a Cyloni používají stejnou technologii, ale Cylonská je vyspělejší.
Na rozdíl od původního seriálu, kde Cyloni měli za cíl vyhladit lidstvo, v novém seriálu hraje pro Cylonské jednání velkou roli náboženství.

## Dvanáct a jedna kolonie
Po zničení dvanácti lidských kolonií Cylony se uprchlé lodě a přeživší spojí v koloniální flotilu a vydávají se hledat bájnou třináctou koloni, která se jmenuje Země. Na cestě k Zemi se řídí Posvátnými svitky Kobolu. V průběhu seriálu je odhaleno, že třináctý kmen žil před dvěma tisíci lety na Kobolu ostatními kmeny. Ve čtvrté sérii, když kolonisté najdou Zemi zjistí, že třináctý kmen byli první Cyloni, kteří žili na Kobolu. Tito Cyloni založili na Zemi svoji civilizaci a znovu objevili technologii na přenos mysli.

## Modely Cylonů

### Staří Cyloni
O těchto Cylonech Kolonisté v době, kdy vytvořili své Cylony, nevěděli. Byli vytvořeni Humanoidními Cylony z Kobolu a jsou zodpovědní za nukleární holokaust na Zemi.

### U-87 Kybernetická bojová jednotka
První Cyloni vytvořeni na Dvanácti koloniích. Jsou to vojáci vytvoření tak, aby vypadali jako humanoir (dvě ruce, dvě nohy, hlava), ale ne jako člověk.

### Civilní modely
Byly menší než U-87 a jejich vzhled se lišil v závislosti na práci, kterou vykonával. S vypuknutím Cylonské války se připojili k jejich vojenským příbuzným.

### Centurion Cylonské války
Přezdívá se jim Toaster. Je to poslední model zdokumentovaný kolonisty. Za války složili jako vojáci a piloti.

### Cython
Vypadá jako had. Spolu s dalšími Cylonskými “domácími mazlíčky” je to další krok ve vývoji a spojení člověka a stroje.

### Centurion neznámého typu
Vyskytl se v sérii BSG: Blood and Chrome. Cíti bolest při poškození.

### Moderní Centurion
Jsou to nástupci Centurionů ze Cylonské války. Mohou mít dva druhy pancíře. Nerozlišují se na velitele, ale všichni jsou podřízení příkazům humanoidních Cylonů.

### Humanoidní Cylon
Jde o Cylony téměř nerozeznatelné od lidí. Existuje 12 modelů. Jedna z jejich největších výhod je možnost “stažení” mysli do jiného těla při smrti.

#### Významná Sedmička
Těchto sedm modelů bylo tvořeno v době po První Cylonské válce, když soudobí Cyloni uzavřeli dohodu s Poslední Pěticí, že přestanou válčit s Kolonisty.
Součástí Významné Sedmičky jsou:
- Jednička/John Cavil
- Dvojka/Leoben Conoy
- Trojka/D’Anna Biers
- Čtyřka/Simon O’Neill
- Pětka/Aaron Doral
- Šestka/Caprica Six
- Osmička/Sharon Valerii

#### Poslední Pětice
Do Poslední Pětice patří 5 původních humanoidních Cylonů, kteří pracovali před dvěma tisíci lety na Zemi na znovu objevení technologie pro přenos mysli. Také vytvořili Významnou Sedmičku. Těchto pět Cylonů jsou přeživší nukleárního holokaustu na Zemi a posledními z Třinácté Kolonie. Po vytvoření Významné Sedmičky je Jednička/John Cavil shromáždil v jedné místnosti a udusil. Pomocí technologie na přenos mysli je oživil v novém těle s upravenými vzpomínkami a pustil do Dvanácti kolonií jako běžné lidi. Součástí jsou:
- Saul Tigh
- Ellen Tigh
- Samuel Anders
- Tory Foster
- Galen Tyrol